# Julostylis
Julostylis es un género con tres especies de plantas de flores de la familia  Malvaceae. Fue descrito por George Henry Kendrick Thwaites y publicado en Enumeratio Plantarum Zeylaniae  30, en el año 1854.  La especie tipo es Julostylis angustifolia Thwaites.

## Especies
- Julostylis ampumalensis
- Julostylis angustifolia
- Julostylis polyandra